# The Winds of Winter
The Winds of Winter (littéralement « Les Vents de l'hiver » en français) est le sixième tome de la saga Le Trône de fer, annoncé par George R. R. Martin mais jamais publié. 

## Annonces successives sur la publication

### De 2014 à 2019
Le livre aurait commencé à être écrit. Plusieurs extraits de chapitres ont été dévoilés par l'auteur depuis lors, sur son blog. George R. R. Martin a également confié qu'il allait faire figurer dès le début du roman deux grandes batailles, l'une à Meereen et l'autre dans le Nord, et que ce sixième volume allait emmener les lecteurs plus loin dans le nord qu'ils n'étaient jamais allés et leur en apprendre beaucoup plus sur les Autres. 
En janvier 2014, l'éditrice de la saga au Royaume-Uni, Jane Johnson, déclare sur Twitter que le livre ne serait « certainement » pas publié avant 2015. Le 30 janvier 2015, celle-ci confirme au Guardian qu'il n'y a pas de parution prévue pour 2015,. En septembre 2015, Alejo Cuervo, l'éditeur espagnol de Martin, confirme que la publication du livre est prévue pour 2016.
Au début de janvier 2016 George R. R. Martin indique sur sa page LiveJournal qu'il n'a pas respecté le délai de fin d'année qu'il avait fixé avec son éditeur. Il écrit que le livre ne sera certainement pas sorti avant la sixième saison de la série HBO car il lui reste « encore beaucoup à écrire » et qu'il lui faut « encore plusieurs mois... si l'écriture se passe bien » pour terminer le livre. Martin révèle également qu'il y a eu une précédente échéance (octobre 2015) qu'il a considéré comme « réalisable » en mai 2015, et qu'en septembre 2015 il a considéré l'échéance de fin d'année encore possible. Il confirme également que certains éléments clés de l'intrigue du livre pourraient être révélés dans la prochaine sixième saison de Game of Thrones.
En février 2016, Martin déclare qu'il laisse tomber tous ses autres projets d'édition, à l'exception de la série Wild Cards, et qu'il n'écrira aucune nouvelle, aucun scénario, ni avant-propos ou introductions avant d'avoir livré The Winds of Winter. Le 10 janvier 2017, il annonce sur son blog qu'il pense que The Wind of Winter sortira en 2017, précisant qu'il n'a pas encore fini et qu'il a bien progressé, mais qu'il avait déjà annoncé la même chose en 2016. Le 22 juillet 2017, il annonce sur son blog qu'il est encore à des mois de publier The Winds of Winter : « Combien ? Bonne question ». Martin espère finir le plus tôt possible son livre, mais il n'a donné aucune date, ni d'estimation plus précise quant à sa future publication. Il annonce cependant que le premier tome de Feu et Sang (Fire and Blood) (prévu pour 2018) sortira avant The Winds of Winter. 
Le 25 avril 2018, il confirme que The Winds of Winter ne verra pas le jour en 2018, sans préciser si le livre est prévu pour 2020.

### Depuis 2020
En 2020, pendant la pandémie de la covid-19, il évoque l'écriture de The Winds of Winter dans plusieurs notes sur son blog,. Il annonce que les mesures sanitaires lui permettent d'écrire tous les jours et que le livre avance, tout en se plaignant d'être constamment relancé par les fans à ce sujet. Le 23 juin 2020, il publie une note de blog (« Writing, Reading, Writing ») dans laquelle il précise avoir récemment terminé plusieurs chapitres, mais met les fans en garde car le livre sera « énorme, et la route est encore longue ». Dans la même note, il parle de sa déception d'avoir vu ses projets à Wellington et à la CoNZealand annulés à cause de la pandémie et évoque la possibilité de s'y rendre en 2021 quand il espère que seront terminés la pandémie ainsi que The Winds of Winter.
Le 26 octobre 2022, à l'occasion d'une interview pour le Late Show with Stephen Colbert, George R. R. Martin annonce que le livre est avancé aux trois quarts, et qu'il sera encore plus long que A Dance with Dragons, nécessitant éventuellement une division en deux tomes par la maison d'édition,.